# Fredeluga capnegra
La fredeluga capnegra (Vanellus tectus) és un ocell limícola de la família dels caràdrids (Charadriidae) que d'hàbits sedentaris amb alguns moviments estacionals.

## Descripció
- Són ocells conspicus i inconfusible. De grandària mitjana-gran. Color sorra per sobre i blanquinós a sota.
- Cap negre amb una banda blanca des de la barbeta, a través de les galtes fins al clatell. Cresta negra des del capell cap arrere.
- Bec vermell amb punta negra. Iris groc i potes vermelles.
- Cua blanca amb la punta negra.

## Hàbitat i distribució
Cria en terres baixes prop de l'aigua però s'alimenta en zones més àrides. S'estén per la zona nord de l'Àfrica subsahariana, des de Mauritània i el Senegal fins a Etiòpia i Tanzània.

## Alimentació
Menja insectes i altres invertebrats que recull del sòl.

## Reproducció
Pon dos a tres ous a esquerdes del terra.

## Llista de subespècies
S'han descrit dues subespècies:
- Vanellus tectus latifrons (Reichenow) 1881. Des del sud de Somàlia fins a l'est de Kenya.
- Vanellus tectus tectus (Boddaert) 1783. La major part de l'àrea de distribució.